# NGC 5123
NGC 5123 est une vaste galaxie spirale située dans la constellation des Chiens de chasse. Sa vitesse par rapport au fond diffus cosmologique est de 8 487 ± 14 km/s, ce qui correspond à une distance de Hubble de 125,2 ± 8,8 Mpc (∼408 millions d'al). NGC 5123 a été découverte par l'astronome germano-britannique en 1787.
La classe de luminosité de NGC 5123 est III-IV et elle présente une large raie HI. Selon la base de données Simbad, NGC 5123 est une radiogalaxie.

## Supernova
La supernova SN 2008dz a été découverte dans NGC 5123 le 6 juillet par les astronomes amateurs américains Tim Puckett et Robert Gagliano. Cette supernova était de type II.